# Amber Schlebusch
Amber Schlebusch (27 juli 2001) is een triatleet uit Zuid-Afrika.
Op de Olympische Jeugdzomerspelen 2018 neem Schlebusch deel aan de onderdelen triatlon, gemengde estafette en sprint. Op de sprint pakt ze de gouden medaille.
In 2019 behaalt ze de gouden medaille bij de junioren op de Afrikaanse kampioenschappen triatlon. Ook bij de mixed relay behaalt ze met haar team een gouden medaille.